# Thunderbirds (film, 2004)
Pour les articles homonymes, voir Thunderbird.
Pour plus de détails, voir Fiche technique et Distribution.
Thunderbirds est un film américain de Jonathan Frakes sorti en 2004. Il s'agit de l'adaptation au cinéma de la série d'animation des années 1960 Les Sentinelles de l'air.

## Synopsis
Jeff Tracy et ses quatre fils Scott, Virgil, John et Gordon sont les membres de l'organisation Sécurité Internationale qui a pour mission de sauver la planète à l'aide de leurs vaisseaux, les Thunderbirds.
Alors que le devoir les appelle, une fois de plus Alan, le petit dernier de la famille, est mis à l'écart. Mais cette mission est en réalité un piège tendu par leur ennemi juré Le Gourou (The Hood en V.O). Alan, secondé par ses amis, Fermat et Tin-tin ainsi que par Lady Penelope, partent au secours des Thunderbirds.

## Fiche technique
- Titre original : Thunderbirds
- Titre français : Thunderbirds
- Titre québécois : Les Sentinelles de l'air
- Réalisation : Jonathan Frakes
- Scénario : Michael McCullers et William Osborne, d'après les personnages de Gerry et Sylvia Anderson
- Photographie : Brendan Galvin
- Montage : Martin Walsh
- Musique : Hans Zimmer, Ramin Djawadi, 
  - Musiques additionnelles : James Michael Dooley, Mel Wesson (arrangements) ; Clay Duncan (synthétiseur)
  - Direction musicale : Nick Glennie-Smith
- Production : Eric Fellner, Tim Bevan
- Sociétés de production : Universal Pictures, Working Title Films
- Société de distribution : Universal Pictures
- Budget : 57 000 000 $
- Pays d'origine :  États-Unis,  Royaume-Uni
- Langue : anglais
- Format : Couleur - 35 mm - 1,85:1 - Dolby digital
- Durée : 95 minutes
- Dates de sortie :
  - États-Unis : 30 juillet 2004
  - France : 4 août 2004

## Distribution

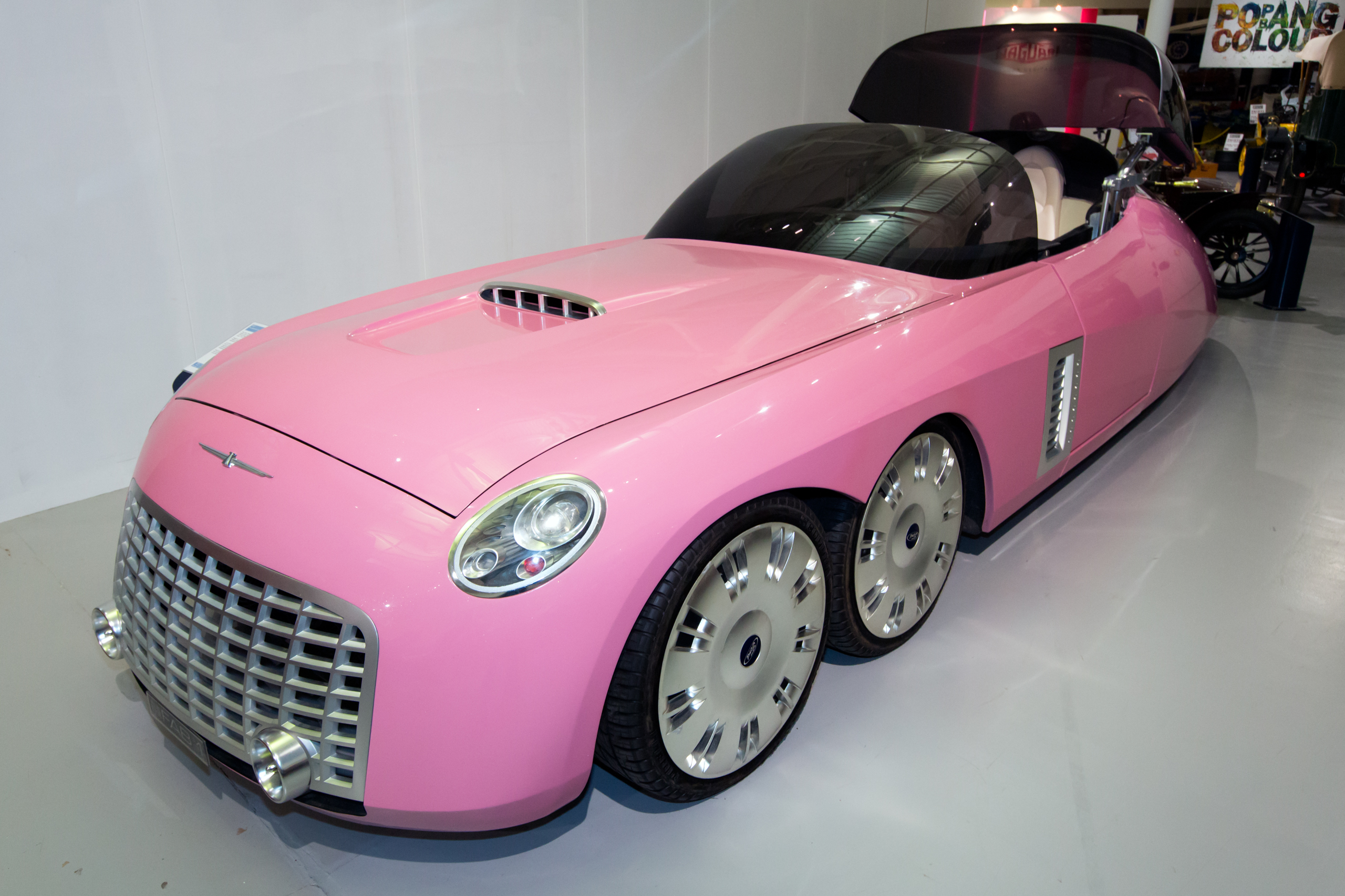
La Ford Thunderbird de Lady Penelope

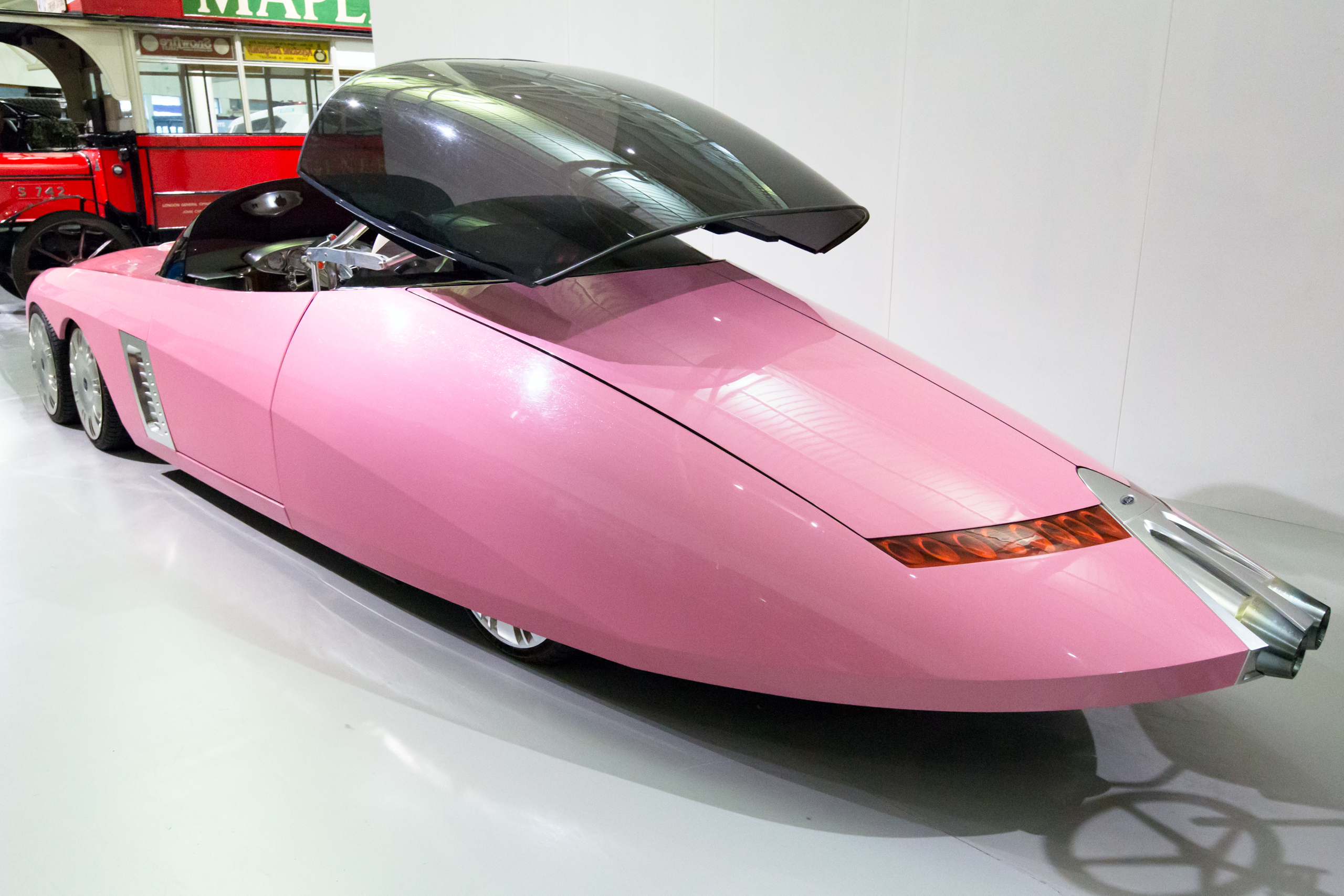
La Ford Thunderbird Penelope

- Brady Corbet (VF : Alexis Tomassian ; VQ : Sébastien Reding) : Alan Tracy
- Bill Paxton (VF : Julien Kramer ; VQ : Daniel Picard) : Jeff Tracy
- Lou Hirsch (VF : Yves-Marc Gilbert) : Headmaster
- Vanessa Hudgens (VF : Adeline Chetail ; VQ : Geneviève Déry) : Tin-tin
- Sophia Myles (VF : Barbara Tissier ; VQ : Sophia Myles) : Lady Penelope
- Ron Cook (VF : Michel Muller ; VQ : Daniel Lesourd) : Parker
- Ben Kingsley (VF : Gérard Rinaldi ; VQ : Hubert Gagnon) : Le Gourou (en VO : The Hood)
- Soren Fulton (VF : Kévin Sommier ; VQ : Laurent-Christophe De Ruelle) : Fermat
- Ben Torgersen (VF : Hervé Grull ; VQ : Gilbert Lachance) : Gordon Tracy
- Anthony Edwards (VF : William Coryn ; VQ : Jacques Lavallée) : Brains
- Lex Shrapnel (en) (VF : Thierry Monfray ; VQ : Paul Sarrasin) : John Tracy
- Dominic Colenso (VF : Pascal Grull ; VQ : Frédéric Millaire-Zouvi) : Virgil Tracy
- Bhasker Patel (VF : Hubert Drac) : Kyrano
- Philip Winchester (VF : Donald Reignoux ; VQ : Martin Watier) : Scott Tracy
- Genie Francis (VQ : Christine Séguin) : Lisa Lowe
- Rose Keegan (VQ : Camille Cyr-Desmarais) : Transom
- DeObia Oparei (VF : Frantz Confiac ; VQ : Louis-Philippe Dandenault) : Mullion
- Lex Shrapnel (en) (VQ : Paul Sarrasin) : John Tracy
- Debora Weston (VQ : Claudine Chatel) : Professeure

Sources et légende : Version française (VF) sur Voxofilm Version québécoise (VQ) sur Doublage Québec

## Personnages
- Alan Tracy : petit dernier de la famille. Alan a honte de ne pas être un Thunderbird alors que tous ses frères en sont et a toujours vécu dans l'ombre de ses frères. Mais cette fois, il devra agir comme un Thunderbird pour sauver sa famille.
- Jeff Tracy : père des 5 enfants Tracy. Contrairement à ce que pense Alan, Jeff serait heureux de prendre Alan comme Thunderbird. Il croit seulement qu'il n'est pas encore prêt.
- Le Gourou (en V.O The Hood) : ennemi juré des thunderbirds. Il est déterminé cette fois à éliminer les Thunderbirds une bonne fois pour toutes.
- Fermat : fils de Brains et meilleur ami d'Alan. Fermat est prêt à suivre Alan n'importe où pour lui prouver son amitié.
- Tin-tin : fille de Kyrano. Tin-tin aime beaucoup Alan, même si elle peut paraitre un peu dure parfois. Tin-tin a un grand cœur et déteste voir les autres souffrir. Elle et Lady Pénélope sont très amies.
- Lady Pénélope Creighton-Ward : agent de M. Tracy. Elle est bien courageuse et semble un peu fragile alors qu'en fait, elle est redoutable.
- Parker : chauffeur de Lady Penelope. Parker est un ancien cambrioleur repenti mais est aussi un spécialiste dans la bagarre. Il s'entend très bien avec Fermat.
- Brains : ingénieur des Thunderbirds et le père de Fermat, Brains est très intelligent. C'est un bon gars. Il ne ferait pas de mal à une mouche. Il est très proche avec son fils Fermat. Le seul problème de Brains, outre sa myopie, serait un problème de prononciation.

## Clin d'œil à la série «Les Sentinelles de l'air»
Quand Alan décolle à bord de Thunderbird 1 pour intercepter The Hood qui se rend à Londres, en ayant volé le Thunderbird 2, lors de la poussée des gaz la main située à droite est une main de marionnette soutenue par des fils.